# Projet de Buronga
Un projet de tour solaire (Solar Tower Buronga), appelé projet de Buronga, était prévu pour 2010, développé en Australie par la société Enviromission. La cheminée aurait 990 mètres de hauteur, 70 mètres de diamètre. La centrale devait fournir 200 mégawatts de puissance électrique. Il s’agissait d'un des projets les plus ambitieux pour la production d'énergie alternative : une usine utilisant une énergie renouvelable qui fournirait le quart de la puissance d'un petit réacteur nucléaire (200 MW contre 915 MW pour un réacteur à eau pressurisée) tout en étant plus sûre et plus propre.
Le coût d'investissement prévu était d'environ 400 millions d'Euros.
Pour contrer l'effet d'ovalisation de la tour (qui la replierait sur elle-même aussi facilement qu'un cylindre de papier mouillé posé sur une table, vu sa grande légèreté), la société d'ingénierie SBP, responsable du projet, a eu l'idée de placer dans la tour à intervalles réguliers des structures de maintien ressemblant aux rayons d'une roue de bicyclette. Elles ne devaient diminuer que de 2 % la vitesse de l'air.
La cheminée solaire devait fournir un kilowatt-heure d'électricité à un coût près d'un tiers plus faible que celui des panneaux solaires[réf. souhaitée], mais cinq fois plus cher que l'électricité au charbon, qui représente 95 % de la production électrique en Australie. Des touristes pourraient visiter la tour, afin de réduire encore le prix du kilowatt-heure. La culture de tomates au sein du collecteur est aussi envisagée.

## Spécifications du projet
- Une cheminée de 990 m de haut (3281 pieds) en matériaux composites
- Un collecteur de 7 km de diamètre, soit 38,5 km2 de verre et de plastique.
- Température de l'air chauffé dans la cheminée : 70 °C.
- Vitesse de l'air dans la cheminée : 15 m/s (54 km/h).
- 32 turbines.
- Puissance prévue : 200 mégawatts (électricité pour environ 200 000 logements.)
- Ce projet peut paraître incroyable mais ses concepteurs le disent réaliste. Les études de faisabilité par le bureau d'ingénieurs allemand SBP, basée à Stuttgart, arrivent à leur terme[Quand ?]. Cette tour solaire devait être construite par l'entreprise EnviroMission dans le désert de Nouvelle-Galles du Sud, dans le comté de Wentworth. Si le financement avait été trouvé, sa construction aurait dû commencer avant 2010.

- Fin 2010, il était prévu qu'EnviroMission se lance dans le développement d'une première version plus petite et moins coûteuse (50 MW) avec une cheminée en béton précontraint haute résistance. On peut s’inquiéter de la lenteur du projet au vu des sommes mises en jeu et des investissements nécessaires.

## Choix d'un autre site
Dans son rapport d'activité de 2010, EnviroMission se propose de construire une autre centrale de 200 MW, cette fois aux États-Unis, en Arizona  et de vendre le courant produit à la Southern California Public Power Authority. Cette centrale serait suivie d'un autre projet de 400 MW[réf. souhaitée].